# Fernando Ayarza
Fernando Ayarza fue un militar y mártir ecuatoriano-venezolano, prócer de las campañas independentistas de Colombia, Ecuador, y Perú, teniendo un destacado papel en la consagración de la Gran Colombia, participando en las diferentes batallas de la Independencia de Quito, y la Independencia del Perú, del mismo modo participó en la guerra grancolombo-peruana, tras la desaparición de la Gran Colombia se radicaría en Ecuador,donde tendría un papel destacado en la época de dominio floreano, la guerra del Cauca, la revolución de los chihuahuas, la revolución marcista,la revolución urbinista, y en la guerra civil ecuatoriana de 1859-1860,siendo este último donde moriría producto de flagelación, impuesta por el gobierno contrario liderado por el doctor Gabriel García Moreno.

## Biografía

### Infancia
Nació en el distrito de Portobelo durante el año 1800, siendo hijo de mulatos realistas,debido al éxito en la campaña de independencia de Haití, y la ocupación francesa en España, se presentaron los primeros movimientos independentistas en América, a la edad de 10 años se separó de sus padres uniéndose al ejército del general Francisco de Miranda.

## Campañas de Independencia

### Independencia de Colombia
Una vez que el general Francisco de Miranda fue apartado de las tropas independentistas por el general Simón Bolívar, a la edad de 19 años formó parte de los batallones del general Francisco de Paula Santander, con los que combatiría al general español José María Barreiro en la Batalla de Boyacá.

### Independencia de Guayaquil
Tras la victoria en la independencia de Colombia, llegó a territorio ecuatoriano a la edad de 20 años enviado por el general Simón Bolívar, como subteniente en el batallón magdalena,a la ciudad de Guayaquil, donde formó parte de las brigadas de artillería de los comandantes León Febres Cordero, Luis Urdaneta, José de Villamil, Damián Nájera y Antonio Elizalde, donde derrotaron al comandante español Torres Valdivia, con la victoria de los revolucionarios el abogado José Joaquín Olmedo asumió el mando político dando inicio la guerra de independencia en Ecuador,del mismo modo firmaría junto a los demás próceres el acta de independencia el 9 de octubre de 1820.

### Independencia de Quito
Por órdenes del general Simón Bolívar envió al general Antonio José de Sucre, donde formaría una alianza con José Joaquín de Olmedo para liberar la ciudad de Quito que se encontraba bajo el control del general español Melchor Aymerich, bajo las órdenes del general Antonio José de Sucre participó en la batalla de Yaguachi, ahí conocería a diferentes próceres como Antonio Martínez Pallares, Pedro de Montúfar, Charles Sowersby, José María Sáenz, James Byron Stacey y Abdón Calderón, tras la derrota en la segunda batalla de huachi, el general Antonio José de Sucre recibió apoyo del general Andrés de Santa Cruz quien contribuiría con ejército del Protectorado de San Martín, de ahí al mando de nuevo del general Antonio José de Sucre participaría en la expedición Auxiliadora de Quito, la batalla de Riobamba y la batalla de Pichincha, siendo este último el que oficializó la independencia del Ecuador.

### Campaña de Pasto
El triunfo de la batalla de Pichincha, tras el ingreso del ejército libertador en la ciudad, siguió a las órdenes del general Simón Bolívar y Antonio José de Sucre, en medio de esta campaña se produjo una insurrección en la provincia de Pasto, acompañó al general Simón Bolívar en la campaña de pasto donde derrotaron al comandante Agustín Agualongo en la batalla de Ibarra,y en esta campaña victoriosa conocería al comandante venezolano Juan José Flores.

### Independencia del Perú
Tras la entrevista entre los dos protagonistas de la independencia Simón Bolívar y José de San Martín,el general Simón Bolívar enviaría a buena parte de sus ejército al territorio peruano, al igual que la campaña en Quito, participaría en todas las batallas entre ellas las de Junín, Bellavista, Corpahuaico, y de Ayacucho,al mando del general José de la Mar, el general José María Córdova y Antonio José de Sucre, quien sería condecorado como el Gran Mariscal de Ayacucho.

## Época Gran Colombiana
Una vez finalizada las campañas de Independencia que puso final poder español del Rey Fernando VII en América, se dio inicio al proyecto del Libertador Simón Bolívar con la consagración de la Gran Colombia, sin embargo este proyecto sería efímero ante las diferencias ideológicas entre Simón Bolívar, Francisco de Paula Santander y José Antonio Páez.

### Campaña en el Bajo Perú
Con la victoria en Ayacucho la ideología de la Gran Colombia en el Perú se hizo presente, debido a las rebeliones por parte de criollos y mestizos realistas leales al general Pedro Antonio Olañeta que desconocían la capitulación de Ayacucho, esto llevó a que acompañaría al mariscal Antonio José de Sucre en la batalla de Tumusla que depuso al poder realista al sur del Perú y dejando al mariscal Antonio José de Sucre encargado de estas provincias.

### Intervención peruana en Bolivia
Las diferencias ideologías entre los criollos del Perú con los de Gran Colombia,se extendieron durante la dictadura presidencial de Simón Bolívar en Perú, en medio de cuestionamientos Simón Bolívar proclamaría la Constitución Vitalicia y crearía la República de Bolívar,Simón Bolívar se vería obligado a abandonar Perú, con el objetivo de apaciguar los intentos de rebeliones entre José María Obando, José Antonio Páez y Santiago Mariño, los generales José de la Mar, Agustín Gamarra, José Bustamante y un joven Ramón Castilla,se alzaron en contra del dominio de gran colombiano en Perú, el mariscal Agustín Gamarra ordenó que el ejército peruano invadiera el territorio de Bolivia donde orquesto un golpe de Estado contra el mariscal Antonio José de Sucre,aquí tuvo que auxiliar al mariscal Antonio José de Sucre, llevando herido a la ciudad de Guayaquil, este hecho daría inicio a la guerra grancolombo-peruana.

### Guerra Grancolombo-Peruana
La guerra con el Perú se vio reflejado en la invasión del ejército del general José de la Mar en las costas de guayaquil y la toma de la ciudad de Saraguro, herido el mariscal Antonio José de Sucre, el cargo del ejército fue dado al general Juan José Flores donde a su mando combatieron contra el ejército de José de la Mar y Agustín Gamarra en la batalla de Tarqui,la guerra tendría su final cuando José de la Mar sería derrocado por Agustín Gamarra y se proclamara el Tratado de Guayaquil que determinó Statu quo ante bellum, las pérdidas materiales por el conflicto contra Perú y las diferencias ideológicas entre Simón Bolívar con Francisco de Paula Santander se rompieron completamente con la conspiración septembrina, sumado a la grave crisis del país llevó a la disolución de la Gran Colombia,en medio de este contexto el mariscal Antonio José de Sucre es asesinado, y el Libertador Simón Bolívar muere con orden de exilio, al no tener ninguna relación con la desaparecida Gran Colombia, decide unirse a la naciente república del Ecuador donde se pondría al mando del general Juan José Flores quien sería el primer presidente del país.

## Dominación Floreana
Tras la desaparición de la Gran Colombia, adoptaría al Ecuador como su nueva nación, una vez que el departamento del sur abandonó el sueño de Simón Bolívar, se realizó un proceso electoral donde se eligió como jefe de Estado al general Juan José Flores y como vicepresidente a José Joaquín de Olmedo, durante esta estancia contrajo matrimonio con la guayaquileña Balbina Suárez con la que tuvo dos hijas Telesforza Ayarza y Gertrudis Ayarza,en este mismo contexto por su valor durante las campañas independentistas, se ganó la amistad del presidente Juan José Flores llegando a hacer un amigo íntimo de la familia del presidente.

### Guerra del Cauca
Las relaciones entre el país con la República de la Nueva Granada, por el control del territorio del Cauca que por derecho a la Real Audiencia de Quito y la ley de división territorial de la República de Colombia, llevó a que ambos países entrarán en conflicto en 1832, donde comandó a los batallones del presidente Juan José Flores y el general Antonio Martínez Pallares,en contra el presidente José María Obando y el general José Hilario López, durante esta guerra el general José Hilario López junto al general Antonio Obando buscaron sobórnarlo para que desesterar del gobierno, algo que rechazo,sin embargo el conflicto acabó con una dura derrota al país, con el Tratado de Pasto que determinó la soberanía de Nueva Granada sobre Cauca.

### Revolución de los Chihuahuas
La derrota sobre la guerra con Nueva Granada como el descontento del país, ante la represión del presidente Juan José Flores sobre los opositores liberales como el fusilamiento del coronel Luis Urdaneta, diferentes medios periodistas como el Quiteño Libre junto a grupos liberales bajo el liderato del abogado Vicente Rocafuerte, dieron inicio de la primera guerra civil en el país con la creación de la Jefatura Suprema de Vicente Rocafuerte, manteniéndose fiel al presidente Juan José Flores fue parte de los batallones que derrotaron a la jefatura de Vicente Rocafuerte, sin embargo esto fue aprovechado por el abogado José Félix Valdivieso que formó una nueva Jefatura Suprema y con apoyo del general Isidoro Barriga buscaron derrocar al presidente Juan José Flores,en este contexto Juan José Flores y Vicente Rocafuerte forman una alianza, donde a lado del presidente derrotarían al ejército restaurador de José Félix Valdivieso en la batalla de Miñarica.

### Enemistad con el Gobierno
A pesar de ser apreciado por sus hazañas de la independencia y ser ascendido a coronel por el batalla de Miñarica, por el presidente Juan José Flores su amistad con el presidente se empezó resquebrajar, producto del asesinato de varios héroes de la independencia como Francisco Hall, José Conde, Nicolás Albán, Camilo Echanique, José María Sáenz, Ignacio Zaldumbide entre otros próceres, y las contantes presiones de los líderes liberales que lo presionaban frecuentemente para que abandonara al presidente, del mismo modo su popularidad se vio golpeada por ordenar el fusilamiento y encarcelamiento de varios opositores al gobierno, algo que este repetiría durante el mandato de Vicente Rocafuerte y el último gobierno de Juan José Flores.

## Época Marcista
En 1844 antes el inicio de la revolución marcista su relación con el presidente Juan José Flores se deterioraba rápidamente al ver que este negara el puesto de ministro de defensa puesto que asumió el general Hipólito Soulin,para este contexto su relación con los generales Antonio Farfán, Antonio Martínez Pallares,Tomás Carlos Wright y Juan Otamendi se volvió tensa.

### Revolución Marcista
Para su tercer mandato el presidente Juan José Flores proclamó la nueva constitución conocido como la Carta de Esclavitud, lo que destapó el descontento de la población quienes al mando del abogado José Joaquín de Olmedo, los terratenientes Vicente Ramón Roca y Diego Noboa, dieron inicio a la revolución de marzo, antes de dar iniciada la revolución los líderes buscaron que se uniera voluntariamente, algo que negó manteniéndose fiel al presidente Juan José Flores, sin embargo cuando Vicente Ramón Roca lo acusara injustamente con el general Tomás Carlos Wright de ser un traidor al país,con insultos y gritos fue apartado del gobierno, esto lo llevó a formar parte de los revolucionarios, el 6 de marzo de 1845 junto al general Antonio Elizalde tomaron el control de los cuarteles de Guayaquil, dando inicio al proceso revolucionario.
El derrocamiento del presidente Juan José Flores era eminente, por lo que junto al general Tomás Carlos Wright, el general Juan Manuel Uraga y el capitán Secundino Darquea se atrincheraron en su haciendo de Elvira en Babahoyo,donde en un combate de relámpago acompañado del general Antonio Elizalde, el comandante Juan Illingworth Hunt y el coronel Juan Otamendi los revolucionarios derrotaron al presidente Juan José Flores, aquí secretamente formó parte del asesinato del coronel Juan Otamendi.
Su valor en la revolución llevó a que fuera ascendido a general por el abogado José Joaquín de Olmedo, sin embargo el pacto de los revolucionarios se vio rotó cuando José Joaquín de Olmedo fue derrotado en las elecciones donde se eligió como presidente a Vicente Ramón Roca, en este gobierno pasó buena parte de sus ocupaciones derrotando y desmantelando diferentes rebeliones e intentos del expresidente Juan José Flores por reconquistar al gobierno, como de soldados neogranadinos a fines al presidente José Hilario López, del mismo modo ordenó el arresto de varios opositores del gobierno.
En estos años se ganó la antipatía del doctor Gabriel García Moreno y su círculo periodístico entre ellos Rafael Carvajal o Pedro Moncayo, cuando en 1849 al actuar como mediador en un debate entre Gabriel García Moreno con el ministro Manuel Bustamante, el cual terminó en una pelea entre los dos, donde Gabriel García Moreno amenazaría de muerte a Manuel Bustamante, ante este acontecimiento ordenó el encarcelamiento de Gabriel García Moreno, quien huyó del país tras ese incidente.

### Revolución del 17 de julio de 1851
Continuaría al mando de líderes revolucionarios siendo general de la plaza de Quito durante el gobierno Vicente Ramón Roca y Manuel de Ascázubi, siendo este último donde fungió como seguridad personal de la familia Ascázubi,durante este año y con Diego Noboa como jefe de Estado,apoyo al golpe de Estado del general José María Urbina cuando el presidente Diego Noboa provocó una nueva crisis diplomática con el gobierno de José Hilario López,cuando permitió el regreso de la Compañía de Jesús al país, del mismo modo acusaciones de varios liberales de que había hecho pactos con políticos afines al expresidente Juan José Flores, formando parte del ejército revolucionario acompañado por el general Manuel Tomás Maldonado y el capitán Secundino Darquea, la revolución del general José María Urbina expulsaría a la compañía de Jesús como el ascenso de los liberales al poder político del país.

## Crisis interna y diplomática con el Perú
Con el nuevo gobierno del presidente José María Urbina y con la declaración de la abolición de la esclavitud en el país,sería uno de los principales generales de los Tauras,siendo acusado por Gabriel García Moreno, Pedro Moncayo y Rafael Carvajal, de ser una fuerza de represión a los conservadores, seguiría al mando del general José María Urbina como del presidente Francisco Robles.

### Guerra con Perú 1858 - 1860
En el gobierno del presidente Francisco Robles al aprobar a un grupo de acreedores ingleses la explotación de territorios amazónico de Ecuador, lo que provocó la ruptura de las relaciones con el Perú con el presidente Ramón Castilla que acusó al país de invasión territorial, provocando que el presidente Ramón Castilla ordenará la invasión del ejército peruano en las costas de Guayaquil, por órdenes del presidente Francisco Robles tuvo que acompañar a diferentes batallones a evitar diferentes intentos de invasión de ejércitos extranjeros como del presidente neo granadino Tomás Cipriano Mosquera.

### Guerra Civil 1859 - 1860

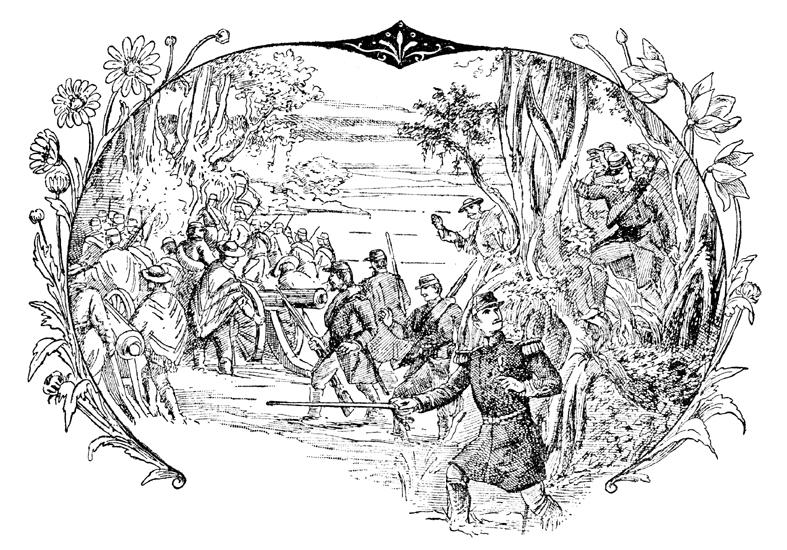
Batalla de Guayaquil.

La invasión de Perú a Guayaquil que llevó a que la capital del país a cambiar su cede a Riobamba, provocó una crisis interna en toda la nación, con la creación de diferentes gobiernos provinciales, uno de ellos comandado por Gabriel García Moreno, Pacífico Chiriboga y Jerónimo Carrión, el cual buscaba derrocar al presidente Francisco Robles, el cual se enfrentarían en la Batalla de Tumbuco que culminaría con el exilio de Gabriel García Moreno, la desaparición de su gobierno y la captura del coronel Ignacio de Veintimilla, a pesar de la victoria contra las fuerzas rebeldes fue enviado por órdenes del presidente Francisco Robles a que resguardara los principales batallones del general Guillermo Franco, por lo que acompañado por el coronel Cornelio Vernaza defendería la ciudad de Guayaquil de los intentos de los rebeldes por tener el control de la ciudad.
En medio de la guerra tuvo conocimiento del pacto entre el general Guillermo Franco con el presidente Ramón Castilla sobre el tratado de Mapasingue,al mismo tiempo el general Guillermo Franco le dio instrucciones específicas de derrotar a los rebeldes comandados por Gabriel García Moreno, para aquel tiempo Gabriel García Moreno junto a sus aliados políticos crearon el Gobierno Provincial de Quito,el cual reconquistó la provincia de Pichincha y aplastaría al ejército del capitán Manuel Cerda y el coronel Matías León, las acciones del Gobierno de Quito llevó a que fuera enviado a resguardar la ciudad de Cuenca con los coroneles Raimundo Ríos y Patricio Rivero,donde atrincherados su ejército cayó como huyó del campo de batalla, ante el ejército del general Manuel Tomás Maldonado y el general Secundino Darquea.

### Captura y castigo
El general Secundino Darquea lo capturo personalmente siendo llevado como prisionero a la ciudad de Quito, donde sería sometido a juicio por las principales autoridades del gobierno, donde por petición de Jerónimo Carrión y Pacífico Chiriboga buscaban condenarlo a muerte, pero por la intervención de Roberto Ascázubi, Manuel Gómez de la Torre, Antonio Borrero y José María Avilés fue declarado en libertad, con condición de huésped y el juramento de lealtad al gobierno, durante el mes de abril en su estancia como huésped formó parte de una conspiración para tomar el control de los principales cuarteles de Quito, para derrocar a las autoridades del gobierno, sin embargo dicha conspiración se vería interrumpida cuando el general Francisco Salazar descubriera el complot y ordenara su arresto, estando en prisión por dos semanas.
Hasta el regreso de Gabriel García Moreno quien venía de una campaña exitosa al incorporar al Gobierno Federal Loja del abogado Manuel Carrión, al conocer el complot ordenó que se hiciera una reunión entre él, junto a Gabriel García Moreno, Rafael Carvajal y Roberto Ascázubi como jueces, en un juicio donde discutió agresivamente con Gabriel García Moreno, aquí los dos se acusarían mutuamente de golpistas, en un arranque de ira le recriminó a Gabriel García Moreno su poca experiencia como militar y conducta como mandatario,molesto Gabriel García Moreno, acusándolo de traidor por su conocimiento en el tratado de Mapasingue, ordenó a que fuera condenado a la pena de 600 azotes, por lo que fue llevado a un patíbulo frente a la población quiteña donde sería azotado,en presencia de Gabriel García Moreno, sin embargo solo fue azotado 40 veces cuando Roberto Ascázubi, Manuel de Ascázubi, Manuel Gómez de la Torre y los demás líderes del gobierno se interpusieron ante tal castigo.
A pesar de impedir el castigo fue llevado nuevamente a la celda donde su amigo el doctor José María Espinoza junto a su familia fueron impedidos de entrar,Gabriel García Moreno se negaría a dejarlo en libertad, incluso tenía en mente continuar con la flagelación, pero tras presiones como discusiones con Roberto Ascázubi, José María Avilés, Rafael Carvajal y una protesta en las afueras de los cuarteles de Quito, a regañadientes ordenó que fuera absuelto de todo cargo criminatorio, fue dejado en libertad al día siguiente. El castigo impuesto causó un fuerte malestar en la ciudad de Quito, los generales Manuel Tomás Maldonado, Antonio Farfán y Antonio Martínez Pallares junto al coronel Ignacio de Veintimilla criticaron duramente el castigo, el general Secundino Darquea amenazó con quemar su uniforme y abandonar el Gobierno, del mismo modo el bando del general Guillermo Franco repudió el accionar de Gabriel García Moreno más de 1000 soldados se unieron a las fuerzas liberales, aunque su amistad con el expresidente Juan José Flores se había resquebrajado tras la revolución marcista, en su regreso al país este último recriminaría a Gabriel García Moreno por el castigo que le ordenó,sin embargo García Moreno inesperadamente también sería felicitado y recibiría cartas de agradecimiento de sus antiguos rivales por ordenar el castigo.

## Muerte
Retirado de cualquier cargo político, enfermo de gangrena y con problemas en el cuerpo por la flagelación, pasó cuatro meses a cuidado de sus hijas hasta que el 21 de agosto de 1860, paseando por la iglesia de San Francisco con una de sus hija, cayó muerto, entre acusaciones a Gabriel García Moreno y al general Francisco Salazar de envenenarlo, se ordenó que se le realizara una autopsia donde se comprobó que había fallecido producto de un infarto, su castigo como posterior muerte fue uno de los casos de represión política que Gabriel García Moreno cometió, más controversiales durante la época de dominio garciano. 